# Plagiolepis jouberti
Plagiolepis jouberti är en myrart som beskrevs av Auguste-Henri Forel 1910. Plagiolepis jouberti ingår i släktet Plagiolepis och familjen myror. Inga underarter finns listade i Catalogue of Life.